# Бреда (Айова)
Бреда (англ. Breda) — місто (англ. city) в США, в окрузі Керролл штату Айова. Населення — 500 осіб (2020).

## Географія
Бреда розташована за координатами 42°11′2″ пн. ш. 94°58′30″ зх. д. / 42.18389° пн. ш. 94.97500° зх. д. (42.183967, -94.975046).  За даними Бюро перепису населення США в 2010 році місто мало площу 1,92 км², уся площа — суходіл.

## Демографія
Згідно з переписом 2010 року, у місті мешкали 483 особи в 211 домогосподарстві у складі 135 родин. Густота населення становила 252 особи/км².  Було 226 помешкань (118/км²).
Расовий склад населення:
| - 98,8 % — білих - 0,4 % — чорних або афроамериканців - 0,2 % — азіатів |

До двох чи більше рас належало 0,6 %. Частка іспаномовних становила 0,0 % від усіх жителів.
За віковим діапазоном населення розподілялося таким чином: 25,3 % — особи молодші 18 років, 57,9 % — особи у віці 18—64 років, 16,8 % — особи у віці 65 років та старші. Медіана віку мешканця становила 37,6 року. На 100 осіб жіночої статі у місті припадало 102,1 чоловіків;  на 100 жінок у віці від 18 років та старших — 104,0 чоловіків також старших 18 років.
Середній дохід на одне домашнє господарство  становив 65 938 доларів США (медіана — 59 375), а середній дохід на одну сім'ю — 80 047 доларів (медіана — 70 250). За межею бідності перебувало 5,9 % осіб, у тому числі 2,7 % дітей у віці до 18 років та 9,0 % осіб у віці 65 років та старших.
Цивільне працевлаштоване населення становило 286 осіб. Основні галузі зайнятості: освіта, охорона здоров'я та соціальна допомога — 18,2 %, роздрібна торгівля — 17,5 %, виробництво — 17,1 %.